# Overton (stacja kolejowa)
Overton – stacja kolejowa we wsi Overton w hrabstwie Hampshire na linii kolejowej West of England Main Line. Stacja niewyposażona w sieć trakcyjną. 

## Ruch pasażerski
Stacja obsługuje ok. 90 808 pasażerów rocznie (dane za rok 2021/2022). Posiada bezpośrednie połączenia z Exeterem, Londynem Waterloo i Salisbury. Pociągi odjeżdżają ze stacji w odstępach godzinnych w każdą stronę. 

## Obsługa pasażerów
Automat biletowy, kasa biletowa, przystanek autobusowy, parking na 38 miejsc samochodowych i 8 rowerowych.